# Římskokatolická farnost Bystřec
Římskokatolická farnost Bystřec je územním společenstvím římských katolíků v rámci žamberského vikariátu královéhradecké diecéze. Od října 2007 je správcem farnosti ThLic. Ireneusz Szociński, nejprve jako administrátor, od 1. ledna 2021 jako farář.

## O farnosti

### Historie
První písemná zmínka o Bystřeci je z roku 1227. Vesnice přešla v roce 1304 do majetku zbraslavských cisterciáků, kterým patřila do roku 1402. Původní farní kostel se nezachoval. V letech 1827–1832 byl postaven kostel sv. Jakuba Staršího v empírovém stylu. 

### Současnost
Farnost má sídelního duchovního správce, který je zároveň excurrendo administrátorem ve farnostech Horní Heřmanice, Valteřice a Výprachtice.
| Kostel                         | Místo   | Bohoslužba                  | Bohoslužba                             | Poznámka     |
| ------------------------------ | ------- | --------------------------- | -------------------------------------- | ------------ |
| Kostel svatého Jakuba Staršího | Bystřec | neděle pondělí pátek sobota | 08.00 17.00 v zimě, 18.00 v létě 08.00 | farní kostel |
| Kaple Nejsvětější Trojice      | Bystřec | neslouží se pravidelně      | neslouží se pravidelně                 | obecní kaple |